# Malaltia equina africana
La malaltia equina africana (African horse sickness,AHS) és una malaltia vírica altament infecciosa i mortal. Normalment afecta els cavalls les mules i els ases. És causada per un virus del gènere Orbivirus dins la família Reoviridae. Aquestamalaltia pot ser causada per qualsevol dels 9 serotips d'aquest virus que no és directament contagiós però s'estén per vectors que són insectes.

## Epidemiologia
El AHSV primer es va trobar al desert del Sàhara amb la introducció de cavalls del sud d'Àfrica i diversos brots de la malaltia han ocorregut a tota Àfrica i altres llocs.
Recentment s'han donat brots a la península Ibèrica i després s'a estès encara més a Amèrica i Australàsia. El vector més important és el dípter Culicoides imicola que prefereix condicions càlides i humides i no prospera en zones d'hiverns freds.

## Hostes
A més dels equins pot afectar els elefants, camells i gossos si mengen carn de cavalls contaminats però sovint són asimptomàtics.

## Signes clínics
Els cavalls són l'hoste més susceptibles amb un 90%
de mortalitat dels afectats seguits de les mules (50%) i ases (10%).
La forma peraguda de la malaltia es caracteritza per febre alta, depressió, i símptomes respiratoris. Els animals presenten també edema pulmonar. Pot haver-hi parada respiratòria i la mort en 24 hores.
La forma subaguda presenta febre alta i conjuctivitis dolor abdominal i dispnea progressiva. L'edema es presenta sota la pell. La taxa de mortalitat està entre el 50-70% i els supervivents es recuperen en 7 dies.
La forma suau es presenta en la zebra i els ases africans amb febre lleugera i congestió de la membrana mucosa. La taxa de supervivència és del 100%.

## Tractament i prevenció
Actualment no hi ha un tractament farmacològic per l'AHS.
El control dels brots en una regió endèmica implica quarantena, control dels vectors i vacunació.

## Història
La malaltia equina african diagnosticada a Espanya el 1987-90 i a Portugal el 1989, va ser erradicada matant els animals infectats, fent restriccions del moviments, erradicant els insectes vectors i amb vacunació.

## Malalties relacionades
Està relacionada amb la malaltia de la llengua blava i estesa per les mateixes espècies de dípters Culicoides.